# Agapanthia cretica
Agapanthia cretica là một loài bọ cánh cứng trong họ Cerambycidae.